# ديفيد باركي
ديفيد باركي (بالإنجليزية: David Barker)‏‏ (29 يونيو 1938 في لندن - 27 أغسطس 2013 ) طبيب، وعالم وبائيات، وأستاذ جامعي من المملكة المتحدة.

## الجوائز
- قائد وسام الامبراطورية البريطانية
- مؤسسة فيلدبيرغ  [لغات أخرى]‏
- Longevity Prize  [لغات أخرى]‏
- GlaxoSmithKline Prize [الإنجليزية]‏
- وسام كرونيان